# Perklusionsrecht
Perklusionsrecht (Sperrrecht) ist das Recht des Vermieters, die Verbringung der eingebrachten Sachen des Mieters zu verhindern (im Sinne von Pfandverschleppung), wenn dieser mit dem Mietzins ungerechtfertigt im Rückstand ist und keine andere Sicherheit vorhanden ist. Die Anwendung des Perklusionsrechts setzt nicht das Eigentum des Mieters (Schuldners) an der eingebrachten Sache voraus. Das Perklusionsrecht besteht als Sicherungsrecht auch ohne ein vorhergehendes oder nachfolgendes Pfandrecht (Vermieterpfandrecht).
Mit der vollständigen Begleichung der ausstehenden Mietzinse oder Übergabe einer Sicherstellung kann der Mieter die Freigabe der Sache (im römischen Recht mit dem interdictum de migrando) erreichen.

## Österreich
Durch das Perklusionsrecht (Sperrrecht) nach § 1101 ABGB des Vermieters kann dieser den Mieter eigenmächtig daran hindern, die eingebrachten Sachen fortzuschaffen, soweit keine andere Sicherheit besteht. Die Ausübung dieses Perklusionsrechts setzt die Einbringung einer Bestandzinsklage, also eine anhängige Klage wegen offenen Mietforderungen mit oder ohne verbundener Räumungsklage voraus. Unpfändbare Gegenstände wie persönliche Habseligkeiten oder Fahrnisse zur Ausübung eines Gewerbes sind von der Zurückbehaltung ausgeschlossen.
Dieses Zurückbehaltungsrecht dient
- der Sicherung der Mietzinsforderungen des Vermieters aus dem Mietvertrag, jedoch
- der herrschenden Meinung nach nicht für etwaige Schäden, die der Mieter oder einer seine Mitbewohner schuldhaft verursacht.[5]

Der Mieter kann auf Herausgabe klagen, wenn das Perklusionsrecht zu Unrecht angewandt wurde, das Eigentum Dritter betroffen ist (z. B. bei Gegenständen, die unter Eigentumsvorbehalt stehen oder dem Mieter nur anvertraut worden sind), das Perklusionsrecht gegen Bezahlung der Forderung erloschen ist oder eine ausreichende Sicherheit übergeben worden ist.
Das Perklusionsrecht erlischt binnen drei Tagen. Innerhalb dieser Zeit muss der Vermieter das Vermieterpfandrecht geltend machen und um gerichtliche Pfändung ansuchen.

## Liechtenstein
Im Fürstentum Liechtenstein, das im 19. Jahrhundert weitgehend das österreichische ABGB rezipiert hat, ist das Perklusionsrecht in § 1101 Abs. 2 FL-ABGB weitestgehend wortgleich geregelt. Es besteht jedoch in Liechtenstein kein Pfandrecht ex lege an den eingebrachten Sachen, sondern ein Retentionsrecht.